# Krystyna Karasińska
Krystyna Karasińska, z d. Majchrowicz (ur. 24 maja 1946 w Bytowie, zm. 12 kwietnia 2003 w Łodzi) – polska siatkarka, pięciokrotna mistrzyni i reprezentantka Polski, brązowa medalistka mistrzostw Europy (1971).

## Kariera sportowa
Przez całą karierę sportową była związana ze Startem Łódź, z którym wywalczyła dwanaście medali mistrzostw Polski: mistrzostwo Polski w 1968, 1971, 1972, 1973 i 1977 wicemistrzostwo Polski w 1970, 1974 i 1978, brązowy medal mistrzostw Polski w 1967, 1969, 1976 i 1979, a także Puchar Polski w 1970 i 1978.
Z reprezentacją Polski juniorek wystąpiła na mistrzostwach Europy w 1966, zajmując z nią piąte miejsce. W reprezentacji Polski seniorek debiutowała 23 sierpnia 1966 w towarzyskim spotkaniu z Rosją. Jej największym sukcesem w drużynie narodowej był brązowy medal mistrzostw Europy w 1971. Wystąpiła także w nieudanym dla Polski turnieju kwalifikacyjnym do Igrzysk Olimpijskich w Montrealu (1976), tam - 21 stycznia 1976 meczem z USA zakończyła karierę reprezentacyjną. Łącznie w I reprezentacji Polski wystąpiła 55 razy.
Po zakończeniu kariery sportowej pracowała jako nauczycielka, m.in. w Zespole Szkół Ogólnokształcących nr 9 w Łodzi.